# Лео Моцкін
Лео Моцкін (нім. Leo Motzkin; 1867, Бровари, Київська губернія, Російська Імперія — 1933, Париж) — єврейський громадський та політичний діяч. Журналіст, автор книги «Єврейські погроми в Росії», оратор, пропагандист мови іврит, захисник інтересів світового єврейства.
Ім'ям Лео Моцкіна названо місто Кір'ят-Моцкін в Ізраїлі.

## Життєпис
Моцкін здобув традиційну єврейську освіту, після чого вивчав у Берліні філософію та математику. Там же брав участь разом із Ваном Якобсоном, Шмарьягу Левіним та Нахманом Сиркіним у створенні єврейського наукового товариства в 1887 році, що об'єднував єврейських студентів з Галичини, що підтримували рух Ховевей Ціон . Товариство вступало проти більшості єврейських студентів з Російської імперії, які дотримувалися ідей соціалізму та космополітизму . Співпрацював у часописі Натана Бірнбаума «Зельбстемансіпаціон».
Після появи на політичній арені Теодора Герцля Моцкін приєднується до відтвореного на Першому сіоністському конгресі (1897) сіоністському руху, де він очолив групу делегатів, які вимагали чіткого формулювання в Базельській програмі рішення створити єврейську державу. Перед другим всесвітнім сіоністським конгресом Теодор Герцль відправив Моцкіна до Палестини для складання звіту про єврейські поселення. У звіті Лео Моцкін розкритикував методи заселення Ерец-Ізраєль, що впроваджувалися бароном Ротшильдом та рухом Ховевей Ціон, і закликав досягти політичної угоди з Туреччиною .
Незважаючи на близькість до Герцля, Лео Моцкін вступив у Демократичну фракцію, яку він представляє на п'ятому всесвітньому сіоністському конгресі (1901) і на Мінській конференції (1902). У дискусії щодо плану Уганди Моцкін був нейтральний.
У 1905 році Моцкін інкогніто редагував у Берліні «Руссише корреспонденц» — революційне видання, що постачало європейські газети інформацію про події в Російській імперії; дуже велика увага приділялася висвітленню антисемітських ексцесів та становищу євреїв. Приблизно в той же час Моцкін пише книгу «Єврейські погроми в Росії», яка вийшла у двох томах німецькою мовою у 1909–1910 роках. Вона стала детальним дослідженням антисемітських виступів у Російській імперії з початку XIX століття і до кульмінації в роки революції. Багато уваги приділяли єврейській самообороні. Під час справи Бейліса (1911–1913) Моцкін вів широку роботу з інформування російського та європейського суспільства про перебіг судової справи та стимулював виступи громадських діячів проти кривавого наклепу. Одночасно Моцкін проводив пропаганду івриту .
У роки Першої світової війни Моцкін очолював копенгагенське відділення Сіоністської організації. Наприкінці 1915 року вирушив до США для організації допомоги євреям Східної Європи, що постраждали під час воєнних дій, а також розпочати боротьбу за надання рівноправності російським євреям. Наприкінці війни Моцкін відіграв провідну роль у створенні Комітету єврейських делегацій на Паризькій мирній конференції. Комітет, який об'єднував різні єврейські організації, згодом став захисником інтересів світового єврейства, виборюючи рівноправність єврейського населення країнах діаспори і борючись проти антисемітизму. Моцкін очолював комітет і брав активну участь у міжнародних конгресах із національних меншин. У 1925 — 1933 роках очолював Виконавчий комітет Сіоністської організації і обирався головою низки сіоністських конгресів.
З приходом до влади нацистів одним із перших розпочав боротьбу проти нацизму та поставив на розгляд Ліги Націй питання про дискримінацію німецьких євреїв. Коли під тиском представників німецьких етнічних меншин у різних країнах Конгрес із національних меншин зняв з порядку денного це питання, Моцкін вийшов з організації.
Помер 1933 року в розпал активної діяльності з надання політичної та фінансової допомоги німецькому єврейству.

## Діти
- Теодор Моцкін[en] (1908—1970), математик, викладач у Єврейському університеті в Єрусалимі (1936—1948), професор Каліфорнійського університету в Лос-Анджелесі (1950—1970).